# 盤亀川流域の岩絵群
盤亀川流域の岩絵群（パングチョンりゅういきのいわえぐん、朝鮮語: 반구천의 암각화 / 盤龜川의岩刻畵）は、大韓民国の南東部の蔚山広域市蔚州郡の内陸部にあるペトログリフ群で、世界文化遺産である。 

## 概要
これらの岩絵群は韓国南東部の盤亀川（パングチョン、太和江支流の大谷川）沿いの約3キロメートルの地域に広がる大谷里と川前里の2カ所の資産からなる。一帯には紀元前5000年から9世紀にかけて彫られた岩絵が密集しており、石器や金属器を用いて彫られたとみられる。岩絵には多様なテーマがあり、先史時代と有史時代の両方の文化を表している。
2025年7月の第47回世界遺産委員会で韓国の17件目の世界遺産に登録された。委員会は「優れた観察力をもとに描かれたリアルな絵と独特の構図は朝鮮半島に住んでいた人々の芸術性を示し、多様なクジラと捕鯨の主要段階を盛り込んだ珍しいテーマを先史時代の人々の創造性で解き明かした傑作」「先史時代から約6000年続いた岩絵の伝統を証明する独歩的な証拠であり、朝鮮半島南東部沿岸地域の人々の文化の発展を集約して見せてくれる」と評価した。

## 構成資産
| 名称                     | 画像 | 所在地                       | 解説・特徴 |
| ------------------------ | ---- | ---------------------------- | --- |
| 蔚州大谷里盤亀台岩絵群   |      | 蔚山広域市蔚州郡彦陽邑大谷里 | 狩猟の対象の獣から人間、道具、幾何学模様までの絵などが細かく描かれており、「韓国美術史の起源」と呼ばれる。水面を突き破って湧き出るようなクジラやカメ、アザラシなどの海洋動物をはじめ、トラ、イノシシ、ウシ、ウサギのような陸生動物、銛と網、槍を持った猟師と踊る呪術師もパノラマのように広がっており、先史時代の生活と文化を知らせる「宝物の中の宝物」に数えられる。2023年の資料集によると、計312点の絵が確認される。 |
| 蔚州川前里の銘文と岩絵群 |      | 蔚山広域市蔚州郡斗東面川前里 | 新石器時代の同心円と重なった菱形ような幾何学模様から青銅器を経て新羅時代の文章、絵まで625点が刻まれている。 |

## 登録基準
この世界遺産は世界遺産登録基準のうち、以下の条件を満たし、登録された（以下の基準は世界遺産センター公表の登録基準からの翻訳、引用である）。
- (1) 人類の創造的才能を表現する傑作。
- (3) 現存するまたは消滅した文化的伝統または文明の、唯一のまたは少なくとも稀な証拠。

## 発見
川前里刻石は1970年12月24日に元暁や花郎の遺跡に関する野外調査をした仏教美術史家の黄寿永・文明大により発見されたが、当時韓国国内で岩絵を専門とした研究者はいなかったため、仏教美術史を専門とした文は岩絵の専門家を目指して一から勉強をした。また、文は川前里刻石の調査発掘中に周辺の村人の話を聞いて、学会発表の後に友人の金貞培・李隆助と船を借りて川を遡って見に行くと、1971年12月25日に盤亀台岩絵を発見した。

## 問題点
盤亀台岩絵群は1971年に発見されたが、1965年に建設された泗淵ダムのせいで1年に2〜3か月間以上水に沈む状態であり、水没と露出の繰り返しによる毀損が懸念される。そのため、国家遺産庁は泗淵ダムに水門を設置し、岩絵が水下に沈まないようにする事業計画を策定した。2024年現在は発注済みで、2030年めどに完成させる予定である。なお、そもそも泗淵ダムの貯水池は工業都市である蔚山の工業用水と生活用水の重要な水源地であるため、岩絵を保存するために貯水池の水位を低く抑える場合、水不足を防止するため蔚山広域市は近くの大邱広域市と慶尚北道に協力を要請しなければならない。

## 拡大登録の可能性
近くの浦項市には七浦里岩絵群・仁庇里岩絵群、慶州市には安心里岩絵群、高霊郡には高霊場基里岩絵群などの岩絵群があり、これらの岩絵群は蔚山の岩絵群と共に兄山江・迎日湾一帯から発展してきたものとみなされ、2019年に蔚山の岩絵群と共に世界文化遺産への登録を目指していた。

## エピソード
盤亀台岩絵群の文様は2019年以降に発行された新しい大韓民国旅券の査証欄の模様の1つである。
元紙幣図案諮問委員の画家・金鎬䄷によると、盤亀台の岩絵は10万ウォン券の試案の図案にも取り入れられたが、結局10万ウォン券は発行されなかった。